# Euandania gigantea
Euandania gigantea är en kräftdjursart som beskrevs av Stebbing 1883. Euandania gigantea ingår i släktet Euandania och familjen Stegocephalidae. Inga underarter finns listade i Catalogue of Life.